# Thomas Torrance
Thomas Forsyth Torrance (30. srpna 1913, Čcheng-tu, Čína – 2. prosince 2007, Edinburgh, Skotsko) byl skotský reformovaný teolog, spisovatel a překladatel, jeden z nejvýznamnějších protestantských teologů 20. století. 27 let působil jako profesor protestantské dogmatiky na Univerzitě v Edinburghu (1952–1979). Napsal mnoho knih a článků zabáývajících se teologickými tématy a přeložil několik set teologických prací a knih do angličtiny. V roce 1978 obdržel Templetonovu cenu.